# استان لانگ سون
استان لانگ سون (به لاتین: Lạng Sơn Province) یک استان در ویتنام است که در ویتنام واقع شده‌است.

## خصوصیات
استان لانگ سون ۸٬۳۲۷٫۶ کیلومترمربع مساحت و ۷۵۹٬۰۰۰ نفر جمعیت دارد.